# 아이소글루타민
아이소글루타민(영어: isoglutamine) 또는 α-글루타민(영어: α-glutamine)은 1번 위치의 카복실기가 아마이드로 치환되어 글루탐산으로부터 유도되는 γ-아미노산이다. 아이소글루타민은 글루탐산의 5-아마이드인 단백질생성성 아미노산인 글루타민과 대조된다.
아이소글루타민은 세균의 세포벽의 구성 성분인 뮤라밀 다이펩타이드(MDP)에서와 같이 펩타이드 사슬의 C-말단을 형성할 수 있다. 또한 펩타이드 사슬 내부에서도 생성될 수 있는데, 이 경우에 사슬은 카복실기에서 계속되고 아이소글루타민은 골육종 치료에 사용되는 MDP 합성 유도체인 미파무르타이드에서와 같이 γ-아미노산으로 작용한다.

## 입체화학
단백질생성성 아미노산인 거울상 이성질체 L-글루탐산을 대체하면 S 입체배치를 갖는 L-아이소글루타민이 생성된다. 단백질비생성성 아미노산인 D-글루탐산의 유도체인 D-아이소글루타민은 R 입체배치를 가지고 있다. 후자는 MDP와 미파무르타이드에서 발견되는 형태이다.

## 같이 보기
- 글루타민